# Busquístar
Busquístar település Spanyolországban, Granada tartományban. Busquístar Almegíjar, La Taha, Pórtugos, Trevélez, Juviles és Cástaras községekkel határos. Lakosainak száma 308 fő (2024).

## Népesség
A település népessége az elmúlt években az alábbi módon változott:
| Lakosok száma | 357  | 352  | 348  | 311  | 306  | 296  | 276  | 289  | 286  | 308  |
|               | 2001 | 2004 | 2006 | 2009 | 2011 | 2014 | 2016 | 2019 | 2021 | 2024 |